# روستای طالقانی (زرند)
روستای طالقانی (زرند)، روستایی از توابع بخش مرکزی شهرستان زرند در استان کرمان ایران است.

## جمعیت
این روستا در دهستان وحدت قرار دارد و براساس سرشماری مرکز آمار ایران در سال ۱۳۸۵، جمعیت آن ۱٬۵۵۳ نفر (۳۹۲خانوار) بوده‌است.